# Interrogatoire (procédure accusatoire)
Ne doit pas être confondu avec Interrogatoire policier.
Dans la procédure accusatoire, notamment celle du droit des États de common law, l'interrogatoire est le fait pour une partie d'interroger ses témoins. Il est suivi du contre-interrogatoire des témoins par la partie adverse et éventuellement du ré-interrogatoire des témoins par la partie qui les a appelés.

## Droit par pays

### Droit canadien

#### Droit pénal
Le Code criminel et la Loi sur la preuve au Canada contiennent des dispositions qui réglementent l'interrogatoire à différentes étapes de la procédure pénale au Canada.
- Enquête sur mise en liberté : L'art. 518 (1) b) C.c.r.) limite l'interrogatoire lors de l'enquête sous mise en liberté aux questions posées par l'avocat de l'accusé[1].

- Enquête préliminaire : L'art. 537 (1.1) C.cr.[2]permet au juge de faire cesser un interrogatoire ou un contre-interrogatoire qu'il juge abusif lors de l'enquête préliminaire.

- Procès :
  - L'art. 657.3 (2) C.cr. permet au tribunal d'ordonner l'interrogatoire ou le contre-interrogatoire de l'expert qui a signé un affidavit[3].
  - L'art. 667 (3) permet à l'accusé contre qui est produit un certificat de condamnation antérieure d'exiger la présence de la personne qui a signé le certificat afin de le contre-interroger. L'art. 683 (1) b) C.cr. permet à la Cour d'appel d'ordonner l'interrogatoire d'un témoin qui aurait été contraignable au procès[4].
  - L'art. 12.1 de la Loi sur la preuve [5]prévoit qu'un témoin peut être interrogé sur la question de savoir s’il a déjà été déclaré coupable d’une infraction autre qu’une infraction qualifiée de contravention en vertu de la Loi sur les contraventions, mais incluant une telle infraction si elle aboutit à une déclaration de culpabilité par mise en accusation.
  - L'art. 486.3 (1) C.cr.[6]permet au juge d'interdire à l'accusé de contre-interroger un témoin âgé de moins de 18 ans ou de contre-interroger le plaignant pour certaines infractions, dont les voies de fait et l'agression sexuelle.
  - L'art. 802 (2) C.cr. prévoit que dans une poursuite sommaire, le poursuivant ou le défendeur, selon le cas, peut interroger et contre-interroger les témoins personnellement ou par l’intermédiaire d’un avocat ou représentant[7].

#### Droit civil québécois
Cette notion d'interrogatoire correspond aussi à celle utilisée en droit civil québécois puisque le droit québécois est un droit mixte qui combine le droit romano-germanique et la common law. Cette notion d'interrogatoire fait partie de la procédure accusatoire des États de common law ; on ne la retrouve pas dans la procédure inquisitoire des droits de tradition civiliste.
Le Code de procédure civile du Québec distingue entre différents types d'interrogatoire au cours de l'instance.
- Interrogatoire préalable à l'instruction : Les articles 221-222 CPC prévoient un interrogatoire préalable à l'instruction[8],[9]. Il peut porter sur tous les faits pertinents se rapportant au litige et aux éléments de preuve qui les soutiennent; il peut également avoir pour objet la communication d’un document. Il ne peut être fait que s’il a été prévu dans le protocole de l’instance, notamment quant aux conditions, au nombre et à la durée des interrogatoires. Les articles 223-225 CPC prévoit la possibilité d'un interrogatoire écrit[10]. Les questions doivent être claires et précises, de manière que l’absence de réponse puisse être interprétée comme une reconnaissance par la partie ou la personne interrogée des faits sur lesquels elles portent. Faute par la partie ou la personne interrogée de répondre aux questions qui lui sont posées, les faits sur lesquels porte l’interrogatoire sont alors tenus, en ce qui la concerne, pour avérés. Les articles 226 à 230 CPC prévoient l'interrogatoire oral à l'instruction[11]. Aucun interrogatoire préalable à l’instruction n’est permis dans les affaires où la demande en justice porte sur la réclamation d’une somme d’argent ou d’un bien dont la valeur est inférieure à 30 000 $[12].
- Interrogatoire à l'audience : Les règles générales sur l'interrogatoire à l'audience sont contenues dans la section « L'audition des témoins »  du Code de procédure civile (art. 276-285 CPC). L'art. 280 CPC contient la règle générale que le témoin est interrogé par la partie qui l'a convoquée ou par son avocat, contre-interrogé par la partie adverse, puis ré-interrogé par la partie qui l'a convoqué[13]. L'ordre de l'interrogatoire des témoins est énoncé à l'art. 265 CPC (2) : « Lors de l’enquête, la partie sur laquelle repose la charge de la preuve procède la première à l’interrogatoire de ses témoins; l’autre partie présente ensuite sa preuve, après quoi la première peut présenter une contre-preuve. Le tribunal peut autoriser l’interrogatoire d’autres témoins »[14].
- Interrogatoire des mineurs et majeurs inaptes par le juge : L'art. 291 CPC prévoit la procédure par laquelle le juge peut interroger seul un mineur ou un majeur inapte dans son cabinet[15].
- Interrogatoire hors présence du tribunal : Les articles 295 à 297 CPC prévoient la possibilité de faire l'interrogatoire hors la présence du tribunal, à condition que les parties en conviennent[16]. Un moyen technologique peut être utilisé si un témoin est empêché d'aller à l'audience en raison d'une maladie ou d'un handicap[17].
- Interrogatoire après jugement : Les articles 688-689 CPC prévoient une procédure d'interrogatoire après jugement, afin que le créancier puisse interroger le débiteur sur ses revenus et les sommes qui lui sont dues[18].